# نادي القصيم
نادي القصيم، نادي كرة قدم سعودي من الأندية الخاصة في عقلة الصقور في منطقة القصيم، تأسس في عام 2013 م, شارك لأول مرة في موسم 2023-2024 في مصاف اندية دوري الدرجة الرابعة السعودي لكرة القدم.